# Arboreto del Parque El Pilar
El arboreto del parque El Pilar es un arboreto de una 2 hectáreas de extensión, dentro del parque El Pilar de Ciudad Real

## Localización
Se encuentra en la esquina suroeste del parque El Pilar, que a su vez se ubica en la zona este de Ciudad Real

## Historia
Comenzó su diseño y construcción en el año 2004. Fue inaugurado en el 2007.

## Colecciones

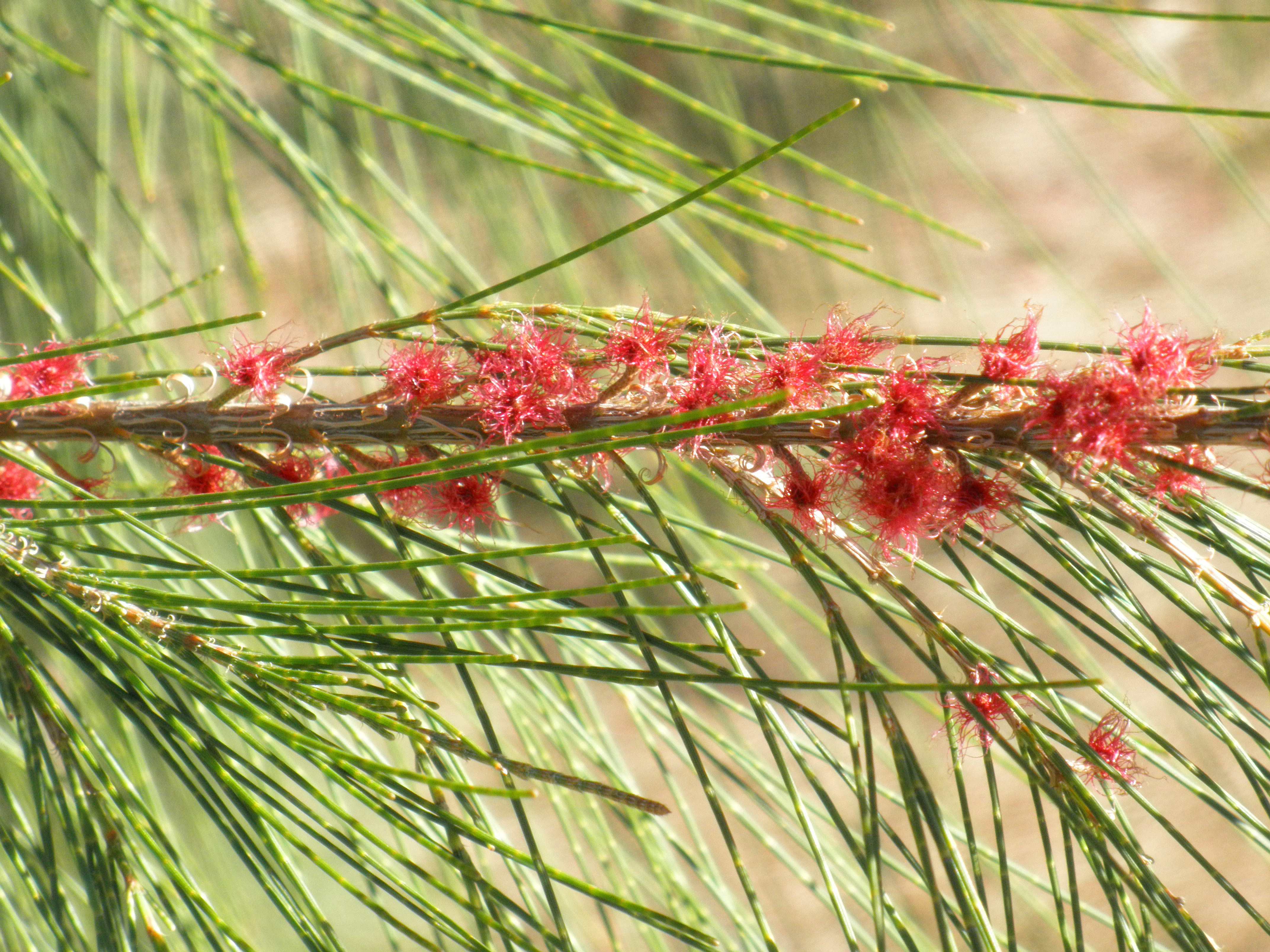
Floración de Casuarina equisetifolia.

Hay 65 especies de todas las latitudes y zonas geográficas del mundo a fin de ver su evolución en Ciudad Real.
- Palmas subtropicales,
- Árboles de Australia, Eucalyptus camaldulensis, Casuarina equisetifolia,
- Árboles de Asia,
- Árboles de la región Mediterránea
- Árboles de Las Américas, Melia azedarach,
- Árboles caducifolios europeos, Tilia cordata,
- Coníferas, Pinus canariensis,